# Không có Đảng Cộng sản, thì sẽ không có tân Trung Hoa
"Không có Đảng Cộng sản, thì sẽ không có tân Trung Hoa", là một bài hát tuyên truyền của Đảng Cộng sản Trung Quốc. Bài hát này được tạo ra nhằm đáp trả lại bài hát "Không có Quốc dân Đảng, thì sẽ không có Trung Hoa" của Quốc dân Đảng sáng tác nhằm truyền bá tư tưởng của Quốc dân Đảng.

## Lí lịch

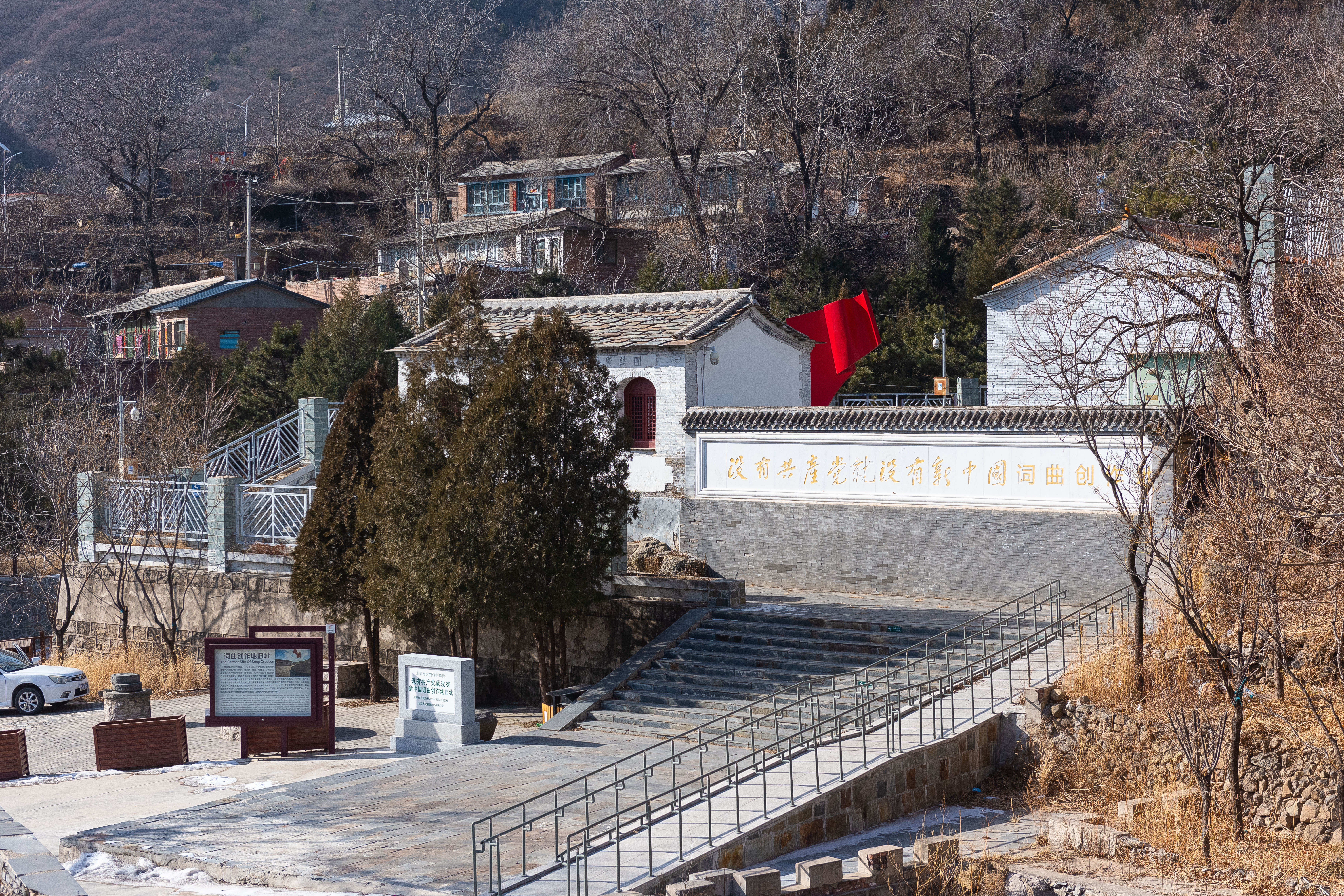
Chùa Zhongtang ở làng Tangshang, nơi Cao Hỏa viết bài hát vào năm 1943

Trong Thế chiến thứ hai, khi Trung Quốc đang chống lại sự xâm lược của Nhật Bản, Tưởng Giới Thạch đã xuất bản một cuốn sách có tựa đề China's Destiny vào ngày 10 tháng 3 năm 1943, với khẩu hiệu "Không có Quốc dân đảng thì sẽ không có Trung Quốc." Đảng Cộng sản Trung Quốc (ĐCSTQ) đã đăng bài xã luận có tựa đề "Không có Đảng Cộng sản thì sẽ không có Trung Quốc" trên Nhân dân nhật báo, ngày 25 tháng 8 năm 1943 để phê phán cuốn sách, ĐCSTQ kết luận rằng "Nếu ngày nay không có Đảng Cộng sản Trung Quốc, thì sẽ không có Trung Quốc mới". Tháng 10 năm 1943, Cao Hỏa, một thành viên 19 tuổi của Đảng Cộng sản Trung Quốc, đã sáng tác lời bài hát "Không có Đảng Cộng sản sẽ không có Trung Quốc mới", dựa trên điều này.
Năm 1950, ngay sau khi thành lập nước Cộng hòa Nhân dân Trung Hoa, Mao Trạch Đông đã đổi tiêu đề thành "Không có Đảng Cộng sản, thì sẽ không có tân Trung Hoa" bằng cách thêm từ "tân".
Bài hát được đưa vào vở nhạc kịch Đông phương hồng năm 1965.
Một đài tưởng niệm dành riêng cho bài hát ở quận Phòng Sơn, Bắc Kinh, có diện tích 6.000 mét vuông (65.000 foot vuông), được mở cửa cho công chúng vào ngày 26 tháng 6 năm 2006.
Vào tháng 6 năm 2021, một con đường âm nhạc dài 587 mét trình chiếu bài hát đã được xây dựng trên Quốc lộ 108 của Trung Quốc gần, nơi bài hát được sáng tác.

## Lời bài hát

### Lời bài hát bằng tiếnggiản thể
没有共产党就没有新中国

 没有共产党就没有新中国

 共产党辛劳为民族

 共产党他一心救中国

 他指给了人民解放的道路

 他领导中国走向光明

 他坚持了抗战八年多

 他改善了人民生活

 他建设了敌后根据地

 他实行了民主好处多

 没有共产党就没有新中国

 没有共产党就没有新中国

### Lời bài hát bằng tiếngphồn thể
沒有共產黨就沒有新中國

 沒有共產黨就沒有新中國

 共產黨辛勞為民族

 共產黨他一心救中國

 他指給了人民解放的道路

 他領導中國走向光明

 他堅持了抗戰八年多

 他改善了人民生活

 他建設了敵後根據地

 他實行了民主好處多

 沒有共產黨就沒有新中國

 沒有共產黨就沒有新中國

### Phiên âm
Méiyǒu Gòngchǎndǎng jiù méiyǒu xīn Zhōngguó.

 Méiyǒu Gòngchǎndǎng jiù méiyǒu xīn Zhōngguó.

 Gòngchǎndǎng xīnláo wèi mínzú.

 Gòngchǎndǎng tā yīxīn jiù Zhōngguó.

 Tā zhǐgěi le rénmín jiěfàng de dàolù.

 Tā lǐngdǎo Zhōngguó zǒuxiàng guāngmíng.

 Tā jiānchí le kàngzhàn bā nián duō.

 Tā gǎishàn le rénmín shēnghuó.

 Tā jiànshè le díhòu gēnjùdì.

 Tā shíxíng le mínzhǔ hǎochù duō.

 Méiyǒu Gòngchǎndǎng jiù méiyǒu xīn Zhōngguó.

 Méiyǒu Gòngchǎndǎng jiù méiyǒu xīn Zhōngguó.

 Méiyǒu Gòngchǎndǎng jiù méiyǒu xīn Zhōngguó.

### Bản dịchtiếng Việt
Không có Đảng Cộng sản, thì sẽ không có tân Trung Hoa

Không có Đảng Cộng sản, thì sẽ không có tân Trung Hoa

Đảng Cộng sản phục vụ đời sống nhân dân

Đảng Cộng sản hiến mình cứu Trung Quốc

Đảng chỉ cho nhân dân con đường tới tự do

Đảng dẫn Trung Quốc tới ánh sáng quang minh

Đảng cùng tiến hành kháng chiến

Và cải thiện đời sống của nhân dân

Đồng thời thiết lập chiến khu trong lòng hậu phương

Đem lại hạnh phúc dân chủ cho nhân dân

Không có Đảng Cộng sản, thì sẽ không có tân Trung Hoa

Không có Đảng Cộng sản, thì sẽ không có tân Trung Hoa

Không có Đảng Cộng sản, thì sẽ không có tân Trung Hoa

Không có Đảng Cộng sản, thì sẽ không có tân Trung Hoa.